# Лиляч
Лиляч (болг. Лиляч) — село в Болгарии. Находится в Кюстендилской области, входит в общину Невестино. Население составляет 147 человек.

## Политическая ситуация
Лиляч подчиняется непосредственно общине и не имеет своего кмета.
Кмет (мэр) общины Невестино — Димитр Иванов Стаменков (независимый) по результатам выборов в правление общины.